# Massi Baix Ter Women's Cycling Team
El Massi–Baix Ter Women's Cycling Team és un equip ciclista professional de categoria elit de ciclisme de carretera que participa en l'UCI Women's World Tour. Forma part del Club Ciclista Baix Ter i té la seu a Torroella de Montgrí.

## Història
El Massi–Baix Ter Women's Cycling Team forma part de l'estructura del CC Baix Ter, equip fundat el 1990 i que va crear el seu primer equip femení, el Catema, el 2013 amb la idea de donar projecció a tres corredores de l'entitat que acabaven l'etapa de formació. Com que la iniciativa va tenir molt bona rebuda, el 2018 es va fundar el Catema.cat, on corrien 23 ciclistes catalanes, balears i aragoneses. L'equip va participar ja en dues proves de l'UCI Women (la Setmana Ciclista Valenciana i la Durango-Durango).
El 2019, es va fer un pas cap al professionalisme i l'equip es va inscriure a l'UCI amb el nom de Massi-Tactic Women Cycling Team. D'aquesta manera, podien competir a l'UCI Women i ser convidades a algunes proves de l'UCI Women's World Tour ja aquella mateixa temporada. A més, esdevenien el primer equip català femení que competia en categoria semi-professional i l'únic d'elit català.
A banda, el club empordanès manté l'equip Catema que participa en competicions catalanes i espanyoles i que té la missió de nodrir el primer equip.

### Temporada 2019
Durant la seva primera temporada a l'elit, dins de la categoria UCI Women's World Teams, el Massi—Tactic comptava inicialment amb 11 corredores, totes espanyoles, a les quals se n'hi van afegir tres més a l'estiu. L'estructura va disputar les seves primers curses del World Tour i de la segona categoria UCI.
El 10 de febrer va fer el seu debut en una competició UCI, la Volta a la Comunitat Valenciana, i, al maig, en una competició UCI Women's World Tour, el Tour of Chongming Island. En tots dos casos, la millor ciclista del club fou Teresa Ripoll, qui va acabar la 52a a València i la 26a a la Xina, on va aconseguir els 5 primers punts UCI de la història del club. Més endavant, el Massi-Tactic va participar a altres proves UCI Women's World Tour com l'Emakumeen Bira i la Madrid Challenge by La Vuelta i de la segona categoria UCI com la Setmana Ciclista Valenciana, la Durango-Durango Emakumeen Saria, la Vuelta a Burgos, la Klasikoa de Donosti, la Clàssica Femenina de Navarra, la Volta a Bèlgica femenina o el Giro delle Marche in Rosa. A banda, Mireia Benito va quedar tercera del Campionat d'Espanya de ciclisme en ruta femení, fet que li va permetre sumar els seus primers 20 punts UCI.
L'equip va sumar 28 punts UCI, quedant en la 45a posició. Mireia Benito fou la corredora que sumà més punts UCI (20) i va quedar en la 510a posició final. A la Copa d'Espanya, el Massi-Tactic va quedar cinquè.

### Temporada 2020
En la seva segona temporada a l'elit ciclista, el Massi-Tactic esdevingué un equip UCI Women's Continental Team amb un pressupost de 120.000 euros. Per primer cop va fitxar corredores estrangeres (Gabrielle Pilote Fortin (Canadà), Agua Marina Espinola (Paraguai), Lauren Creamer (Irlanda), Karolina Perekitko (Polònia) i Chloë Turblin (França)), incorporacions que se sumaven a les germanes Mireia i Ariadna Trias i a Isabel Martín i Nerea Nuño. Tot plegat, formava un equip de quinze corredores, que seguirien competint a les curses de l'UCI Women's World Tour on fossin convidades, a competicions de la segona categoria UCI Women i en proves catalanes i espanyoles.
Com en la temporada anterior, l'equip va començar corrent al País Valencià la Setmana Ciclista i la Volta a la Comunitat Valenciana; però l'epidèmia de la covid-19 va aturar la temporada i no va poder tornar a competir fins al juliol, quan van disputar l'Emakumeen Nafarroako Klasikoa, la Clásica Femenina Navarra i la Durango-Durango Emakumeen Saria. Més endavant, també van participar a proves UCI com La Périgord Ladies, el Tour de l'Ardèche, la Fletxa valona femenina, el Tour de Flandes femení o la Ceratizit Challenge by La Vuelta, aquestes dues darreres de categoria UCI Women's World Tour.
Les úniques victòria de l'equip durant la temporada foren les d'Agua Marina Espínola als Campionats de Paraguai de ciclisme en ruta femení i contrarellotge individual. El Massi-Tactic va aconseguir 34 punts UCI, quedant a la 45a posició final per equips. Mireia Trias va ser la millor classificada (375a) pel que fa a punts UCI (30) i fou considerada la millor corredora espanyola de la Ceratizit Challenge by La Vuelta. A més, al Tour de l'Ardèche, Mireia Benito fou considerada la ciclista més combativa de la 4a etapa.
A nivell català, Mireia Benito i Mireia Trias es van imposar al Campionat de Catalunya en les categories d'elit i sub-23, respectivament. L'equip també va aconseguir el triomf en la categoria d'equips.

### Temporada 2021
L'equip de Torroella de Montgrí tenia un pressupost de 150.000 euros per a la temporada i va fer cinc fitxatges internacionals: la noruega Vita Heine, l'eslovena Špela Kern, la neerlandesa Maaike Coljé, la britànica Emma Grant i la canadenca Olivia Baril. Aquestes corredores se sumaven a les renovacions de Gabrielle Pilote-Fortin, Agua Marina Espinola, Belén López i Mireia Benito, Mireia Trias, Martina Moreno i Patri Ortega. Manel Gonzalo i Àngel González seguien sent els directors de l'equip, la directiva del qual es marcava els objectius "d'obtenir els primers podis i victòries en el calendari World Tour i ser uns referents a Espanya i a Europa”.
L'equip va participar en proves de nivell UCI i UCI World Tour com la Strade Bianche, el Tour de Flandes, el Festival Elsy Jacobs, la Volta a la Comunitat Valenciana, el GP de Plouay, la Vuelta a Burgos, La Course by Le Tour de France, el Tour de la República Txeca, el Tour de l'Ardecha o la Ceratizit Challenge by La Vuelta. També van participar en la cursa d'un dia catalana reVolta. A més, Agua Marina Espínola va participar en els Jocs Olímpics de Tòquio en la cursa de ruta.
A nivell de resultats, les corredores van fer un pas endavant i van començar a aparèixer per les posicions capdavanteres del pilot. Això va fer que l'equip esdevingués el segon millor espanyol, només darrere del Movistar. En aquest sentit, van ser les guanyadores per equips al Tour de la República Txeca; van quedar en tercera posició per equips a la Setmana Ciclista Valenciana, on Spela Kern va quedar a només quatre segons de pujar al podi individual; van ser quartes per equips al Tour de l'Ardecha, on Mireia Trias va ser la tercera millor jove i Mireia Benito va quedar quarta de la penúltima etapa. El Massi-Tactic també va guanyar la classificació per equips de la reVolta, on Vita Heine va ser segona i Mireia Benito, quarta. Vita Heine també es va imposar al Campionat de Noruega de ciclisme en ruta. Amb 187 punts, Špela Kern fou la millor posicionada a l'UCI World Ranking (118a), on l'equip obtingué 521 punts, quedant en la 27a posició mundial.
A nivell estatal, l'equip es va imposar a la Copa d’Espanya Fèmines per equips. Patricia Ortega també es va proclamar campiona en categoria elit. A més, Mireia Benito va revalidar el títol de campiona de la Copa Catalana. Per tot això, la tercera temporada del Massi-Tactic fou considerada la de la consolidació de l'equip i valorada "d'excepcional" pel president del CC Baix Ter, Sergi Güell.

### Temporada 2022
Abans d'iniciar la temporada, el Massi-Tactic, que presentava un pressupost de 130.000 euros, va veure com algunes de les seves ciclistes eren fitxades per equips més potents econòmicament. Així doncs, va patir les baixes de Vita Heine, Emma Grant, Olivia Baril, Agua Marina Espinola, Marta Sánchez i Patri Ortega, que van ser rellevades per l’alemanya Corinna Lechner, la polonesa Aurela Nerlo, la portuguesa Sofia Gomes, la sueca Nathalie Eklund, l'equatoriana Miryam Núñez, la mexicana Andrea Ramírez i la catalana Sara Méndez. Aquestes sis noves incorporacions s'unien a l'eslovena Spela Kern, la neerlandesa Maaike Coljé, les catalanes Mireia Benito, Martina Moreno i Mireia Trias i a la gaditana Belén López, que continuaven a l'equip. Manel Gonzalo i Àngel González dirigien l'equip, que tenia l'objectiu de "fer un altre pas endavant."
Les primeres competicions a què va assistir l'equip van ser a Espanya, a finals d'hivern, a Bèlgica. A l'abril, Mireia Benito es va imposar al campionat català de contrarellotge i, al maig, l'equip va disputar 6 proves més a territori espanyol, essent la quarta posició de Mireia Benito a la Clàssica de Navarra el resultat més destacat. A més, Corinna Lechner es va imposar a les metes volants a la Ruta del Sol Vuelta Ciclista Andalucía Elite Women, així com també ho feu Aurela Nerlo al IV Gran Premio Ciudad de Eibar on, addicionalment, també va rebre el premi a la combativitat.
Capítol a part mereix la participació del Massi-Tactic a la primera edició de la Itzulia Women, on va ser l’equip espanyol millor classificat i, a nivell individual, Mireia Benito es va endur el premi honorífic de la combativitat, a més d’haver estat la líder de la muntanya durant la primera etapa. D'aquesta manera, l'equip aconseguia els seus dos primers podis en la categoria WWT.
Al juny, l'equip va participar en la Volta Femenina a Portugal amb gran èxit ja que les seves corredores hi van fer un ple. En efecte, Nathalie Eklund es va imposar en totes quatre etapes i, per tant, va guanyar la classificació general; Mireia Benito, que va quedar segona a la general, va aconseguir els premis de la muntanya i dels punts; Mireia Trias va aconseguir la victòria en la classificació de joves; i, l'equip, la d'equips. A l'agost, Eklund va tornar a aconseguir una victòria, en aquest cas a la tercera etapa i a la general del Tour d'Uppsala.
Al novembre es va anunciar que l'estructura de l'equip inclouria un nou filial, el Massi-Tactic Academy, amb la intenció de formar ciclistes joves de Catalunya, les Illes Balears i Navarra que puguin fer el salt al primer equip. Competirà en competicions d’àmbit català, estatal i, esporàdicament, també internacional.

## Classificacions UCI
Les classificacions de l'equip i de la seva ciclista més destacada són les següents:
| Rànquing UCI | Rànquing UCI     | Rànquing UCI                  | Rànquing UCI |
| Any          | Rànquing d'equip | Millor ciclista al rànquing   |              |
| ------------ | ---------------- | ----------------------------- | ------------ |
| 2019         | 45è              | Mireia Benito Pellicer (510è) |              |
| 2020         | 45è              | Mireia Trias Jordán (375è)    |              |
| 2021         | 27è              | Špela Kern (118è)             |              |
| 2022         | 31è              | Nathalie Eklund (103è)        |              |
| 2023         | 45è              | Nikola Nosková (218è)         |              |
| 2024         | -                | Paula Blasi Cairol (476è)     |              |
| 2025         | -                | -                             |              |
|              |                  |                               |              |
| Font: UCI    |                  |                               |              |

Pel que fa a la classificació dins de l'UCI Women's WorldTour
| UCI World Tour | UCI World Tour   | UCI World Tour              | UCI World Tour |
| Any            | Rànquing d'equip | Millor ciclista al rànquing |                |
| -------------- | ---------------- | --------------------------- | -------------- |
| 2019           | 40è              | Teresa Ripoll Sabaté (215è) |                |
| 2021           | 22è              | Špela Kern (114è)           |                |
| 2022           | 27è              | Špela Kern (155è)           |                |
| 2023           | 39è              | Nikola Nosková (125è)       |                |
|                |                  |                             |                |
| Font: UCI      |                  |                             |                |

## Temporada actual

### 2025
Composició de l'equip
| Llista de l'equip 2025   | Llista de l'equip 2025 | Llista de l'equip 2025             | Llista de l'equip 2025 |
| Ciclista                 | Data de naixement      | Equip previ                        |                        |
| ------------------------ | ---------------------- | ---------------------------------- | ---------------------- |
| Ainara Albert            | 21 de juny de 2003     | Isolmant-Premac-Vittoria (2023)    |                        |
| Alba Álvarez Manchado    | 10 de febrer de 2001   |                                    |                        |
| Maria Banlles Santamaria | 15 de setembre de 2000 |                                    |                        |
| Laia Bosch               | 8 de març de 2005      |                                    |                        |
| Laia Colome              | 18 de març de 2025     |                                    |                        |
| Alice Coutinho           | 13 de setembre de 2000 | Charente-Maritime (2020)           |                        |
| Nahia Imaz               | 1 de agost de 2004     |                                    |                        |
| Ella Jamieson            | 27 de gener de 2005    | Lifeplus Wahoo (2024)              |                        |
| Eukene Larrarte Arteaga  | 13 de setembre de 1998 | Bizkaia-Durango (2023)             |                        |
| Susana Perez Conejero    | 15 de novembre de 2001 | Cantabria Deporte-Rio Miera (2023) |                        |
| Laura Rodríguez Cordero  | 19 de juliol de 1999   |                                    |                        |
| Marta Romance            | 8 de gener de 2000     | Born To Win-G20-Ambedo (2023)      |                        |
|                          |                        |                                    |                        |
| Font: UCI                |                        |                                    |                        |

Nota: Alba Álvarez Manchado missing qualifiers by rider

## Temporades anteriors
| Llista de l'equip 2024   | Llista de l'equip 2024 | Llista de l'equip 2024                 | Llista de l'equip 2024 |
| Ciclista                 | Data de naixement      | Equip previ                            |                        |
| ------------------------ | ---------------------- | -------------------------------------- | ---------------------- |
| Ainara Albert            | 21 de juny de 2003     | Isolmant-Premac-Vittoria (2023)        |                        |
| Paula Blasi Cairol       | 19 de febrer de 2003   |                                        |                        |
| Laia Bosch               | 8 de març de 2005      |                                        |                        |
| Laia Colome              | 18 de març de 2025     |                                        |                        |
| Amalie Lutro             | 15 de març de 2000     | Uno-X Pro Cycling Team (2023)          |                        |
| Júlia Mir                | 18 de març de 2025     |                                        |                        |
| Natalia Ovejero          | 18 de gener de 2005    | Cantabria Deporte-Rio Miera (2023)     |                        |
| Susana Perez Conejero    | 15 de novembre de 2001 | Cantabria Deporte-Rio Miera (2023)     |                        |
| Gloria Rodríguez Sánchez | 6 de març de 1992      | Movistar Team (2023)                   |                        |
| Marta Romance            | 8 de gener de 2000     | Born To Win-G20-Ambedo (2023)          |                        |
| Ingrid Ruiz              | 25 de novembre de 1991 |                                        |                        |
| Mireia Trias Jordán      | 22 de març de 2000     | Laboral Kutxa-Fundación Euskadi (2023) |                        |
|                          |                        |                                        |                        |
| Font: UCI                |                        |                                        |                        |

| Victòries | Victòries | Victòries | Victòries | Victòries | Victòries |
| Data      | Cursa     | Classe    | Vencedora |           |           |
| --------- | --------- | --------- | --------- | --------- | --------- |

| Classificació UCI | Classificació UCI  | Classificació UCI | Classificació UCI |
| Ciclista          | Ciclista           | Punts             |                   |
| ----------------- | ------------------ | ----------------- | ----------------- |
| 476è              | Paula Blasi Cairol | 72 pts            |                   |

| Classificació UCI | Classificació UCI  | Classificació UCI | Classificació UCI |
| Ciclista          | Ciclista           | Punts             |                   |
| ----------------- | ------------------ | ----------------- | ----------------- |
| 476è              | Paula Blasi Cairol | 72 pts            |                   |

| Llista de l'equip 2023    | Llista de l'equip 2023 | Llista de l'equip 2023                          | Llista de l'equip 2023 |
| Ciclista                  | Data de naixement      | Equip previ                                     |                        |
| ------------------------- | ---------------------- | ----------------------------------------------- | ---------------------- |
| Jennifer Ducuara          | 31 de gener de 1996    | Colombia Tierra de Atletas (2022)               |                        |
| Elisabet Escursell Valero | 30 de octubre de 1996  | Río Miera-Cantabria Deporte (2021)              |                        |
| Iris Gómez Argilés        | 21 de octubre de 1986  | Bizkaia-Durango (2022)                          |                        |
| Estefania Jimenez         | 7 de novembre de 2004  |                                                 |                        |
| Corinna Lechner           | 10 de agost de 1994    | Isorex NoAqua Ladies Cycling (2021)             |                        |
| Cecile Lejeune            | 1 de febrer de 1998    | Farto-BTC (2022)                                |                        |
| Aurela Nerlo              | 11 de febrer de 1998   | TKK Pacific Toruń - Nestlé Fitness (2021)       |                        |
| Adele Normand             | 5 de gener de 2002     | Emotional.FR-Tornatech-GSC Blagnac VS 31 (2022) |                        |
| Miryam Núñez              | 10 de agost de 1994    | Liro Sport-El Faro (2021)                       |                        |
| Patricia Ortega Ruiz      | 15 de setembre de 1988 | Sopela Women's Team (2022)                      |                        |
| Vera Vilaca               | 17 de gener de 1998    |                                                 |                        |
| Petra Zsanko              | 18 de febrer de 2001   |                                                 |                        |
|                           |                        |                                                 |                        |
| Font: UCI                 |                        |                                                 |                        |

| 11 de feb | Ecuador National Road Cycling Championships - Women ITT | CN | Miryam Núñez |

| Classificació UCI | Classificació UCI  | Classificació UCI | Classificació UCI |
| Ciclista          | Ciclista           | Punts             |                   |
| ----------------- | ------------------ | ----------------- | ----------------- |
| 218è              | Nikola Nosková     | 170.5 pts         |                   |
| 397è              | Miryam Núñez       | 75 pts            |                   |
| 420è              | Valeria Valgonen   | 71 pts            |                   |
| 476è              | Petra Zsanko       | 58 pts            |                   |
| 627è              | Vera Vilaca        | 35 pts            |                   |
| 639è              | Adele Normand      | 34 pts            |                   |
| 769è              | Cecile Lejeune     | 24 pts            |                   |
| 994è              | Iris Gómez Argilés | 10 pts            |                   |
| 1123è             | Jennifer Ducuara   | 5 pts             |                   |
| 1432è             | Corinna Lechner    | 1 pt              |                   |

| Classificació UCI | Classificació UCI  | Classificació UCI | Classificació UCI |
| Ciclista          | Ciclista           | Punts             |                   |
| ----------------- | ------------------ | ----------------- | ----------------- |
| 218è              | Nikola Nosková     | 170.5 pts         |                   |
| 397è              | Miryam Núñez       | 75 pts            |                   |
| 420è              | Valeria Valgonen   | 71 pts            |                   |
| 476è              | Petra Zsanko       | 58 pts            |                   |
| 627è              | Vera Vilaca        | 35 pts            |                   |
| 639è              | Adele Normand      | 34 pts            |                   |
| 769è              | Cecile Lejeune     | 24 pts            |                   |
| 994è              | Iris Gómez Argilés | 10 pts            |                   |
| 1123è             | Jennifer Ducuara   | 5 pts             |                   |
| 1432è             | Corinna Lechner    | 1 pt              |                   |

| Llista de l'equip 2022                   | Llista de l'equip 2022 | Llista de l'equip 2022                    | Llista de l'equip 2022 |
| Ciclista                                 | Data de naixement      | Equip previ                               |                        |
| ---------------------------------------- | ---------------------- | ----------------------------------------- | ---------------------- |
| Mireia Benito Pellicer                   | 30 de desembre de 1996 |                                           |                        |
| Maaike Coljé                             | 7 de març de 1997      | Restore (2020)                            |                        |
| Nathalie Eklund                          | 28 de maig de 1991     | GT Krush Tunap (2021)                     |                        |
| Sofia Gomes                              | 12 de agost de 2003    |                                           |                        |
| Špela Kern                               | 24 de febrer de 1990   | Lviv Cycling Team (2020)                  |                        |
| Corinna Lechner                          | 10 de agost de 1994    | Isorex NoAqua Ladies Cycling (2021)       |                        |
| Belén López Morales (1 de gen–9 de juny) | 18 de abril de 1984    | Lointek (2017)                            |                        |
| Sara Mendez                              | 28 de març de 2003     |                                           |                        |
| Martina Moreno Monteys                   | 14 de setembre de 2001 |                                           |                        |
| Aurela Nerlo                             | 11 de febrer de 1998   | TKK Pacific Toruń - Nestlé Fitness (2021) |                        |
| Miryam Núñez                             | 10 de agost de 1994    | Liro Sport-El Faro (2021)                 |                        |
| Andrea Ramirez Fregoso                   | 25 de setembre de 1999 | A.R. Monex Women's (2021)                 |                        |
| Mireia Trias Jordán                      | 22 de març de 2000     | Sopela Women's Team (2019)                |                        |
|                                          |                        |                                           |                        |
| Font: UCI                                |                        |                                           |                        |

| 23 de juny | Sweden National Road Cycling Championships - Women ITT | CN  | Nathalie Eklund |
| 4 de ago   | 3r etapa, Tour d'Uppsala                               | 2.1 | Nathalie Eklund |
| 4 de agost | Tour d'Uppsala, classificació general                  | 2.1 | Nathalie Eklund |

| Classificació UCI | Classificació UCI      | Classificació UCI | Classificació UCI |
| Ciclista          | Ciclista               | Punts             |                   |
| ----------------- | ---------------------- | ----------------- | ----------------- |
| 103è              | Nathalie Eklund        | 310 pts           |                   |
| 221è              | Špela Kern             | 127.5 pts         |                   |
| 258è              | Mireia Benito Pellicer | 106.5 pts         |                   |
| 344è              | Sofia Gomes            | 75 pts            |                   |
| 583è              | Aurela Nerlo           | 36.5 pts          |                   |
| 630è              | Maaike Coljé           | 30.5 pts          |                   |
| 755è              | Corinna Lechner        | 20 pts            |                   |
| 1036è             | Andrea Ramirez Fregoso | 7 pts             |                   |
| 1367è             | Miryam Núñez           | 0.5 pt            |                   |

| Classificació UCI | Classificació UCI      | Classificació UCI | Classificació UCI |
| Ciclista          | Ciclista               | Punts             |                   |
| ----------------- | ---------------------- | ----------------- | ----------------- |
| 103è              | Nathalie Eklund        | 310 pts           |                   |
| 221è              | Špela Kern             | 127.5 pts         |                   |
| 258è              | Mireia Benito Pellicer | 106.5 pts         |                   |
| 344è              | Sofia Gomes            | 75 pts            |                   |
| 583è              | Aurela Nerlo           | 36.5 pts          |                   |
| 630è              | Maaike Coljé           | 30.5 pts          |                   |
| 755è              | Corinna Lechner        | 20 pts            |                   |
| 1036è             | Andrea Ramirez Fregoso | 7 pts             |                   |
| 1367è             | Miryam Núñez           | 0.5 pt            |                   |

| Llista de l'equip 2021              | Llista de l'equip 2021 | Llista de l'equip 2021           | Llista de l'equip 2021 |
| Ciclista                            | Data de naixement      | Equip previ                      |                        |
| ----------------------------------- | ---------------------- | -------------------------------- | ---------------------- |
| Olivia Baril                        | 10 de octubre de 1997  | Macogep Tornatech (2020)         |                        |
| Mireia Benito Pellicer              | 30 de desembre de 1996 |                                  |                        |
| Maaike Coljé                        | 7 de març de 1997      | Restore (2020)                   |                        |
| Agua Marina Espinola                | 31 de març de 1996     | World Cycling Centre (2019)      |                        |
| Emma Grant                          | 30 de setembre de 1991 | Sho-Air Twenty20 (2020)          |                        |
| Vita Heine                          | 21 de novembre de 1984 | Hitec Products-Birk Sport (2020) |                        |
| Špela Kern                          | 24 de febrer de 1990   | Lviv Cycling Team (2020)         |                        |
| Belén López Morales                 | 18 de abril de 1984    | Lointek (2017)                   |                        |
| Martina Moreno Monteys              | 14 de setembre de 2001 |                                  |                        |
| Patricia Ortega Ruiz                | 15 de setembre de 1988 |                                  |                        |
| Gabrielle Pilote Fortin             | 26 de abril de 1993    | WNT-Rotor Pro Cycling (2019)     |                        |
| Marta Sanchez (9 de maig–31 de des) | 25 de maig de 1995     |                                  |                        |
| Mireia Trias Jordán                 | 22 de març de 2000     | Sopela Women's Team (2019)       |                        |
|                                     |                        |                                  |                        |
| Font: UCI                           |                        |                                  |                        |

| 20 de juny | cursa en línia femenina al Campionat de Noruega de ciclisme en ruta | CN | Vita Heine |

| Classificació UCI | Classificació UCI       | Classificació UCI | Classificació UCI |
| Ciclista          | Ciclista                | Punts             |                   |
| ----------------- | ----------------------- | ----------------- | ----------------- |
| 118è              | Špela Kern              | 187 pts           |                   |
| 135è              | Vita Heine              | 160 pts           |                   |
| 288è              | Olivia Baril            | 72 pts            |                   |
| 369è              | Martina Moreno Monteys  | 51 pts            |                   |
| 556è              | Mireia Benito Pellicer  | 26 pts            |                   |
| 728è              | Mireia Trias Jordán     | 14 pts            |                   |
| 855è              | Patricia Ortega Ruiz    | 6 pts             |                   |
| 867è              | Belén López Morales     | 5 pts             |                   |
| 955è              | Gabrielle Pilote Fortin | 3 pts             |                   |

| Classificació UCI | Classificació UCI       | Classificació UCI | Classificació UCI |
| Ciclista          | Ciclista                | Punts             |                   |
| ----------------- | ----------------------- | ----------------- | ----------------- |
| 118è              | Špela Kern              | 187 pts           |                   |
| 135è              | Vita Heine              | 160 pts           |                   |
| 288è              | Olivia Baril            | 72 pts            |                   |
| 369è              | Martina Moreno Monteys  | 51 pts            |                   |
| 556è              | Mireia Benito Pellicer  | 26 pts            |                   |
| 728è              | Mireia Trias Jordán     | 14 pts            |                   |
| 855è              | Patricia Ortega Ruiz    | 6 pts             |                   |
| 867è              | Belén López Morales     | 5 pts             |                   |
| 955è              | Gabrielle Pilote Fortin | 3 pts             |                   |

| Llista de l'equip 2020  | Llista de l'equip 2020 | Llista de l'equip 2020             | Llista de l'equip 2020 |
| Ciclista                | Data de naixement      | Equip previ                        |                        |
| ----------------------- | ---------------------- | ---------------------------------- | ---------------------- |
| Mireia Benito Pellicer  | 30 de desembre de 1996 |                                    |                        |
| Lauren Creamer          | 20 de gener de 1992    | Multum Accountants (2019)          |                        |
| Agua Marina Espinola    | 31 de març de 1996     | World Cycling Centre (2019)        |                        |
| Noemi Ferre             | 24 de novembre de 1991 |                                    |                        |
| Marina Isan             | 12 de abril de 1994    |                                    |                        |
| Belén López Morales     | 18 de abril de 1984    | Lointek (2017)                     |                        |
| Isabel Martin           | 1 de maig de 1999      | Bizkaia-Durango (2019)             |                        |
| Nerea Nuno Iglesias     | 12 de juliol de 1994   | Río Miera-Cantabria Deporte (2019) |                        |
| Patricia Ortega Ruiz    | 15 de setembre de 1988 |                                    |                        |
| Karolina Perekitko      | 1 de octubre de 1998   | Equano (2019)                      |                        |
| Gabrielle Pilote Fortin | 26 de abril de 1993    | WNT-Rotor Pro Cycling (2019)       |                        |
| Teresa Ripoll Sabaté    | 3 de febrer de 1997    | Lointek (2016)                     |                        |
| Ariadna Trias Jordán    | 27 de abril de 1995    | Sopela Women's Team (2019)         |                        |
| Mireia Trias Jordán     | 22 de març de 2000     | Sopela Women's Team (2019)         |                        |
| Chloë Turblin           | 10 de setembre de 1995 | Multum Accountants (2019)          |                        |
|                         |                        |                                    |                        |
| Font: UCI               |                        |                                    |                        |

| 13 de des | cursa en línia femenina al Campionat del Paraguai de ciclisme en ruta | CN | Agua Marina Espinola |

| Classificació UCI | Classificació UCI       | Classificació UCI | Classificació UCI |
| Ciclista          | Ciclista                | Punts             |                   |
| ----------------- | ----------------------- | ----------------- | ----------------- |
| 375è              | Mireia Trias Jordán     | 30 pts            |                   |
| 713è              | Gabrielle Pilote Fortin | 3 pts             |                   |
| 774è              | Mireia Benito Pellicer  | 1 pt              |                   |

| Classificació UCI | Classificació UCI       | Classificació UCI | Classificació UCI |
| Ciclista          | Ciclista                | Punts             |                   |
| ----------------- | ----------------------- | ----------------- | ----------------- |
| 375è              | Mireia Trias Jordán     | 30 pts            |                   |
| 713è              | Gabrielle Pilote Fortin | 3 pts             |                   |
| 774è              | Mireia Benito Pellicer  | 1 pt              |                   |

| Llista de l'equip 2019    | Llista de l'equip 2019 | Llista de l'equip 2019 | Llista de l'equip 2019 |
| Ciclista                  | Data de naixement      | Equip previ            |                        |
| ------------------------- | ---------------------- | ---------------------- | ---------------------- |
| Cristina Aznar            | 3 de agost de 1990     | Team Stuttgart (2018)  |                        |
| Sofia Barriguete          | 5 de juliol de 2000    |                        |                        |
| Mireia Benito Pellicer    | 30 de desembre de 1996 |                        |                        |
| Elisabet Escursell Valero | 30 de octubre de 1996  | Bizkaia-Durango (2016) |                        |
| Noemi Ferre               | 24 de novembre de 1991 |                        |                        |
| Nekane Gomez              | 2 de setembre de 1999  |                        |                        |
| Marina Isan               | 12 de abril de 1994    |                        |                        |
| Elisabet Llabrés Ferrer   | 11 de setembre de 1997 | Lointek (2017)         |                        |
| Belén López Morales       | 18 de abril de 1984    | Lointek (2017)         |                        |
| Sandra Moral              | 28 de novembre de 1991 |                        |                        |
| Teresa Ripoll Sabaté      | 3 de febrer de 1997    | Lointek (2016)         |                        |
|                           |                        |                        |                        |
| Font: ProCyclingStats     |                        |                        |                        |

| Victòries | Victòries | Victòries | Victòries | Victòries | Victòries |
| Data      | Cursa     | Classe    | Vencedora |           |           |
| --------- | --------- | --------- | --------- | --------- | --------- |

| Classificació UCI | Classificació UCI      | Classificació UCI | Classificació UCI |
| Ciclista          | Ciclista               | Punts             |                   |
| ----------------- | ---------------------- | ----------------- | ----------------- |
| 510è              | Mireia Benito Pellicer | 20 pts            |                   |
| 858è              | Teresa Ripoll Sabaté   | 5 pts             |                   |

| Classificació UCI | Classificació UCI      | Classificació UCI | Classificació UCI |
| Ciclista          | Ciclista               | Punts             |                   |
| ----------------- | ---------------------- | ----------------- | ----------------- |
| 510è              | Mireia Benito Pellicer | 20 pts            |                   |
| 858è              | Teresa Ripoll Sabaté   | 5 pts             |                   |